# Debbi Wilkes
Pour les articles homonymes, voir Wilkes.
Debbi Wilkes, née le 16 décembre 1946 à Toronto, est une ancienne patineuse artistique canadienne. Elle patinait en couple avec Guy Revell. Ensemble, ils ont remporté deux titres de champions canadiens et une médaille de bronze aux Jeux olympiques ainsi qu'aux championnats du monde.

## Biographie

### Carrière sportive
Debbi et Guy commencent à patiner ensemble en 1958 et connaissent rapidement le succès. Ils sont reconnus pour leur style innovateur. En 1963, ils doivent s'absenter des championnats du monde à la suite d'une blessure grave. Ils reviennent la saison suivante, où ils remportent une médaille de bronze aux Jeux olympiques et aux Championnats du monde. Ils se retirent de la compétition en 1964.

### Reconversion
Après son retrait de la compétition amateur, Debbi Wilkes obtient un baccalauréat en psychologie à l'Université de York à Toronto et une maîtrise en communication avec spécialisation en radiotélévision à la Michigan State University.
Durant sa carrière à la télévision, Debbi couvre six éditions de Jeux olympiques d'hiver et une édition des Jeux olympiques d'été. Elle est analyste de patinage artistique pendant presque 20 ans au CTV/TSN, des chaînes de télévision canadienne. Elle écrit également des livres sur le patinage artistique.
Durant l'été 2004, elle devient une spécialiste technique du nouveau système de notation de l'ISU. Depuis août 2006, Debbi Wilkes est la nouvelle directrice du marketing et des commandites pour Patinage Canada, l'association canadienne de patinage artistique.
Debbi est admise au Temple de la renommée de Patinage Canada avec Guy Revell en 2001.

## Palmarès
Avec son partenaire Guy Revell
| Compétitions principales                                                                                                 | 1959 | 1960 | 1961 | 1962 | 1963 | 1964 |
| Jeux olympiques d'hiver                                                                                                  |      |      |      |      |      | 2e   |
| Championnats du monde |      | 11e  | CA   | 4e   | F    | 3e   |
| Championnats d’Amérique du Nord                                                                                          | 5e   |      | 3e   |      | 1re  |      |
| Championnats du Canada                                                                                                   |      | 3e   | 3e   | 3e   | 1re  | 1re  |
| Légende : F = Forfait ; CA = Championnats du monde de 1961 annulés à cause de la catastrophe aérienne du vol 548 Sabena. |      |      |      |      |      |      |